# Narathip Artsanathip
Narathip Artsanathip (thailändisch นราธิป อาสนาทิพย์, * 10. Juni 2003) ist ein thailändischer Fußballspieler.

## Karriere
Narathip Artsanathip stand 2022 beim Ranong United FC unter Vertrag. Der Verein aus Ranong spielte in der zweiten Liga, der Thai League 2. Sein Zweitligadebüt gab Narathip Artsanathip am 2. September 2022 (4. Spieltag) im Auswärtsspiel gegen den Phrae United FC. Bei dem 2:1-Erfolg wurde er in der 67. Minute für Sitthichai Chimrueang eingewechselt. In der Hinrunde 2022/23 kam er viermal in der zweiten Liga zum Einsatz. Zur Rückrunde wechselte er im Dezember 2022 zum Drittligisten Nonthaburi United S.Boonmeerit FC. Mit dem Verein aus der Hauptstadt Bangkok spielt er in der Bangkok Metropolitan Region der Liga.